# Vallei van de Gulp
De vallei van de Gulp  is een beschermd landschap in het Gulpdal in de Belgische gemeente Voeren.
Dit landschap omvat de bovenloop van de Gulp, stromende langs Remersdaal en Teuven.

## Geologie
De Gulp ontspringt nabij de buurtschap Gulpen, ten noorden van Hendrik-Kapelle, en loopt van een plateau (Land van Herve) omlaag in noordelijke richting. Enkele beekjes (Remersdalbeek en Mabroekbeek) komen in Voeren uit op de Gulp.
De bodem bestaat uit een krijtpakket van maximaal 70-80 meter. Dit werd afgezet tijdens het Mesozoïcum. Hierboven vindt men de glauconietzanden, vergezeld van ondoordringbare kleilagen, van de Formatie van Vaals. Deze komt over de hele lengte van het Gulpdal aan de dag en geven aanleiding tot de vorming van bronnen, welke het onderliggende krijt oplossen zodat een soort amfiteater-achtige bronkom ontstaat. Ook zijn er lagen silex aanwezig (vuursteeneluvium), als overblijfsel van het oplossen van krijtlagen.
Tijdens het pleistoceen wisselde de stand van de Maas sterk, ten gevolge van ijstijden en dergelijke. Hierdoor ontstonden terrasvormige wanden van de insnijding van onder meer de Gulp. Na het Würm Glaciaal (10.000 jaar geleden) werd de lösslaag afgezet door de wind. Langs de hellingen naar de Gulp toe is deze löss vermengd met steniger materialen, zoals grind.
Kenmerkend zijn de dellen in de dalwanden. Dit zijn droge laagten, gevormd vlak na de ijstijd door watererosie. Het stagnerende water drong, toen de bodem eenmaal ontdooide, door de krijtbodem. Ook dolinen komen voor.
De asymmetrie van het dal uit zich in het feit dat de naar het zuidwesten georiënteerde flank steiler is dan de naar het noordoosten gerichte dalzijde. Dit wordt verklaard wegens het feit dat de steilere flank meer te maken heeft met grotere temperatuurschommelingen en sterkere inwerking van de wind.

## Cultuurhistorie
De invloed van de mens op het landschap uit zich onder meer in de holle wegen en de graften. Ook zijn er tal van, tegenwoordig verlaten, groeven, waar onder meer mergel en vuursteen werd gewonnen.
De Gulp heeft ook geleid tot tal van cultuurhistorische monumenten in of langs de bedding, zoals watermolens, kastelen en abdijen.